# Kick Off (videogioco)
Kick Off è il primo videogioco della serie calcistica di Kick Off. Realizzato nel 1989 da Dino Dini e pubblicato inizialmente da Anco per Amiga e Atari ST, ha ottenuto all'epoca un grande successo di pubblico e critica, diventando uno dei videogiochi sportivi più popolari insieme a Sensible Soccer.
Uscirono anche un'espansione, Kick Off Extra Time, e una versione aggiornata dedicata al mondiale, anche in italiano, Franco Baresi World Cup Kick Off.

## Modalità di gioco
In Kick Off, contrariamente alla maggior parte dei videogiochi di calcio, la palla non si "incolla" ai piedi dei giocatori, ma viene invece realisticamente calciata in avanti. Tale peculiarità aggiunge al gioco un consistente grado di difficoltà e richiede nel contempo una buona abilità. Altre caratteristiche includono replay dei gol, tattiche differenti, falli di gioco, cartellini gialli e rossi, infortuni, tempo di recupero e diversi arbitri dotati di un peculiare atteggiamento.
Sebbene ci siano state diverse versioni per altri computer, quelle per Atari ST e soprattutto per Amiga sono state di gran lunga le più famose. Kick Off fu dapprima sviluppato per Atari ST e quindi portato su Amiga.

## Voti delle riviste
- ST Action          - Il più alto riconoscimento che potrebbe darsi
- Amiga User Int     - Il miglior videogioco di sempre 97%
- The One            - La miglior simulazione del calcio 96%
- ACE                - Eccezionale, COMPRARE COMPRARE COMPRARE 92%
- Amiga Format       - Il miglior gioco di calcio mai apparso su una macchina 94%
- ST Format          - Che gioco! Una perla da giocare. Magnifico 90%
- Games Machine      - Probabilmente il miglior gioco di sport in assoluto 92%
- Commodore User     - Nessun altro gioco di calcio può eguagliarlo 90%
- Amiga Action       - Supera tutti gli altri giochi di calcio 93%
- New Comp Express   - L'evento videoludico di calcio dell'anno

## Riconoscimenti
- Premiato miglior prodotto a 16 bit del Regno Unito (1989)
- Nominato miglior programmatore del Regno Unito (1989) (secondo posto, il vincitore è stata "Bullfrog" per "Populous")
- Premiato nel 1989 Images Golden Joystick Award Best 16 Bit Product da EMAP, una delle maggiori riviste britanniche.

### Espansioni
- Franco Baresi World Cup Kick Off (JPG), in Zzap!, anno 5, n. 45, Milano, Edizioni Hobby, maggio 1990,  pp. 31-32, OCLC 955306919.
- Franco Baresi Kick Off (JPG), in Super Commodore 64/128, anno 8, n. 40, Milano, Gruppo Editoriale Jackson, febbraio 1991,  pp. 37-38, OCLC 955393932.
- World Cup Kick Off - Player Manager (JPG), in Commodore Gazette, anno 5, n. 3, Milano, IHT, maggio/luglio 1990,  pp. 18-19, OCLC 955306596.
- Kick Off Extra Time (JPG), in MCmicrocomputer, n. 93, Roma, Technimedia, febbraio 1990,  pp. 158-159, ISSN 1123-2714 (WC · ACNP).
- Kick Off Extra Time (JPG), in The Games Machine, n. 17, Milano, Edizioni Hobby, febbraio 1990,  p. 37, OCLC 955708482.
- Kick Off Extra Time (JPG), in Videogame & Computer World, anno 3, n. 2, Rho (MI), Derby, 30 gennaio 1990,  p. 12.
- Kick Off Extra Time (JPG), in Commodore Computer Club, n. 71, Opera (MI), Systems Editoriale, gennaio 1990,  p. 71, OCLC 955780203.